# 主人公
主人公（しゅじんこう）は、フィクション作品（小説・映画・ドラマ・漫画・アニメ・ゲームなど）のストーリーの中心となり、物語を牽引していく登場人物。
日本語の「主人公」という語句は、坪内逍遥によるものとされている。また、主人公の役割を演じる者は主役と呼ばれている。英語ではヒーローやヒロインと同義である場合もあるが、形式張った表現ではプロタゴニスト (Protagonist) という。また、作品名となっている場合には、タイトルキャラクター (title character) ともいう。

## 定義・特性
物語は作り手の思想などを、一定の枠組みや起承転結などの筋立てによって再構成したものであり、自然に湧き出るように発生するものではない。近代作家たちの中には、計画的なプロットに基づかず摂理を加えず、作家自身にも予言のできない結末へと流されるまま進んでいくようなあり方の小説を模索する者もいたが、こうした試みは従来の枠組みの小説に熟達したうえで多くの天分に恵まれなければ、為し得ない種類のものである。小説家を志す者が物語の構想と登場人物の設定を頭の中に思い浮かべて勢いのまま書き始めようとしても、決して自然と筆が進むことは起こらず、小説家はストーリーを捻り出すために七転八倒することになる。作家の中にはしばしば「登場人物が勝手に動いて筆が進んだ」という体験をする者もいるが、それは人並み以上の読書や経験、修練を積んで初めてできるものである。
一方、人間が物語を理解したり創造したりする能力自体は5歳頃になるとすでにみられ、「欠如の回復」といった主人公の使命を理解したり、自分が知覚した経験を解体して類型的な物語へと再構成したりすることができるようになる。主人公が「行って帰る」という物理的ないし精神的な行為を行うことにより、主人公の成長などの変化が描かれるという物語の類型は、幼い子供にも好まれる原始的な物語の構造であり、人類にとってそれ以上のものを作る必要がなかった物語の完成形である。
民話のような古典的な物語においては、登場人物の中の誰が主人公であるかは明快で、唯一無二の主人公を軸とした物語が描かれる。一方、現代の作品では、複数の登場人物を軸にした物語が平行したり絡み合ったりする形で進行するのが一般的であるため、物語のサブプロットごとに主人公と呼べる登場人物が存在する。通常、物語の作り手は、メインとなる主人公を主人公らしく見せるために注意を払いながら、様々な技法を駆使して物語を筋道立てて進行させようとする。しかし作家の技量が未熟であったり、既存の枠組みを打ち破る独創的あるいは前衛的な作品を創らんとする野心を抱いていた場合は、そうした注意や努力が放棄されている場合もある。また、物語の解釈は作り手の中ではなく受け手の側に委ねられており、受け手が悪役の側に共感した場合など、誰を主人公とするかで解釈が分かれてしまう場合もある。あるいは群像劇など明確な主人公がおらず、不特定多数の登場人物によって展開していく物語もある。本項では、想定しうる主人公の定義や、主人公にしばしば見られる特性を以下に列挙する。

### 機能

#### 語り手
主人公は、一人称小説では語り手（視点人物）であることが多いが、三人称小説では別に語り手の役職が存在するため、そうでないこともある。「#主人公と視点人物」を参照。

#### 行為項
ソ連の昔話研究家ウラジーミル・プロップはロシアの民話を整理し、登場人物たちを「敵対者」「贈与者」「助手」「王女とその父」「派遣者」「主人公」「偽主人公」の7種の行動領域に分類した。一方、アルジルダス・ジュリアン・グレマスは「主体」「対象」「恵与者」「受益者」「補助者」「敵対者」の6種の行為項に分類した。これらの構造主義的物語論においては、主人公は他の登場人物たちとの関係、ないし物語上の機能として定義される。プロップの定義では主人公とはつまり、派遣者によって送り出され、贈与者の試練を経て魔法的な力を手にし、助手の助けを得ながら敵対者との対決に勝利するが、手柄を主張する偽主人公と対立するものの最終的にはそれを退けることで王女とその父によって認知され、王女と結ばれる者である。
こうした構造は古典的な民話のみならず、物語を作り出す技法として広く応用されており、細部の違いはあっても古今東西の小説や映画などにも見られるものである。さらにフィクションだけに留まらず、現実における国威発揚やアジテーションにも応用され、現実の社会情勢を物語の構造に当てはめることで国民全体あるいは指導者自身を物語の主人公であるかのように演出し、民衆の支持を集めるための手段にも用いられている。

#### 問題を解決する者
広義のドラマ（問題の発生とその問題の解決）を骨格とする物語においては、主人公は物語の中で解決しなければならない何らかの問題を抱えており、ドラマの終わり近く（クライマックス）で、物語上の最大の問題と対決する役割を担う。
しばしば主人公はこの解決に最も貢献するが（例えば化け物退治の物語において、化け物を倒す）、悲劇においては主人公は困難に打ち勝つことができずに命を落とす場合もある。後者の場合は主人公の失敗や敗北を否定的に描くことにより、問題解決のための手段の誤りやその挑戦自体の虚しさを主題とした物語として理解されることもあるが、主人公の死が当初の目的よりもより大きな意味や価値を生み出す場合など、困難に挑んだこと自体は肯定的に描かれることもある。

#### 主題の実行者
物語の主題（テーマ）を実行する者が主人公と定義される。例えば冒険活劇において敵対者との対決を迫られた主人公は、しばしば命を賭して己の道徳観や、主人公と価値観を共有する社会基盤を守ろうとする。物語の主題は主人公の行動によって体現され、理想や正義といった目標を実現するための行動こそが物語の主題となる。物語の作者は、主人公をどのように表現してどのような運命を与えるかにより、主人公が体現する主題に対してどのような考えを抱いているのかを表現することができる。
ただし、作品が掲げる主題は台詞による説明ではなく主人公の無言の行動によって示されるが、その解釈は作者の中ではなく作品と受け手の間に成立するため、物語の描き方や受け手の価値観によっては、主題が作者の意図と異なる形で伝わってしまう場合もある。また、主人公と対立する敵対者たちはしばしば主人公とは相容れない道徳観や倫理に基づいて行動し、主人公が体現する主題を否定する役割を担うが、このような敵対者が体現する主題に共感する受け手にとっては、敵対者が主人公となることもある。
このような主題は必ずしも明確な主張を伴っているとは限らない。例えば少女漫画では、しばしば作者が発するメッセージ性よりも、登場人物同士の関係性を描くことに重きが置かれる。

#### 操作可能なキャラクター
コンピュータゲームでは、プレイヤー自らが主人公の役割を演じる。プレイヤーが操作するキャラクターはプレイヤーキャラクターと呼ばれる。対戦型格闘ゲームなど、ゲームの種類（ジャンルなど）によってはプレイヤーが操作可能なキャラクターが複数用意されている場合もあり、そのような作品ではプレイヤーが選択した人物が主人公となる。
二人対戦、もしくはそれ以上のプレイヤーが参加する多人数ゲームでは、複数のプレイヤーキャラクターがそれぞれのプレイヤーにとっての主人公であるという状況が発生する。このようなゲーム作品のメディアミックス展開によって誕生した派生作品や、その影響を受けた作品では、作中に主人公と呼べる人物が複数登場することになる場合もある（「#主人公が大量に存在する、または存在しない」も参照）。

#### 越境する者
ユーリ・ロトマンは物語世界の空間を内（我々）と外（彼ら）に分け、内・外の境界を越える人物を主人公とした。

#### 感情移入の対象
受け手に自分とは異なる人生を擬似体験をさせることを主眼とした物語作品では、主人公が感情移入や共感の対象となることが求められる。物語の作者は受け手を主人公に共感させることにより、受け手を感動させることができる。また、主人公は物語の作者が物語を動かしやすくするため、作者の思想や願望が投影されることもある。ただし、感情移入が困難な主人公でも物語が成立する場合もある。
少年漫画では男が主人公、少女漫画では女が主人公である場合が多いが、そうではない場合もある。なお、MMORPGプレイヤーの半数は、自分自身の性別とプレイヤーキャラクターの性別を一致させることにこだわらないという調査結果もある。

#### 主人公補正
主人公にとって都合よく周囲の環境が操作されることを、「主人公補正」と呼ぶ。近現代の比較的軽度な物語（漫画やアニメ）に多く見られる。

### 資質

#### 人間あるいは擬人化された存在である
主人公は人間である。作品によっては人類ではなく動物などのキャラクターや、物品や個人に限らない組織といった事物が主人公となる場合もあるが、その場合においても物語の作者と受け手が共に人間である限り、主人公は必ず擬人化された存在であり、広い意味では人間を描いたものと言える。
高度な人工知能や進化して知性を獲得した動物、宇宙人のような存在によって書かれ、そのような存在によって読まれる物語であるならば、人間（地球人）を投影したりされたりする主人公が存在しないかもしれない。

#### 特異な才能の持ち主
往々にして活劇の主人公は並外れた人物であり、他の登場キャラクターに比べてずば抜けて高い能力（高い知力、腕っ節の強さ）や特殊な地位や権限などを生まれながらにして持っていたり与えられていたり、あるいは後に身につける場合がある。このような能力や立場が、主人公に与えられた問題や、幾度も降りかかる困難を解決するための手段となる。
まったくの素人の状態から物語中で経験を積み重ねることにより、才能を開花させていく主人公もいる。また、一見すると平凡に見えるが、心の優しさや純粋さといった、人をひきつける内面的な魅力を持つ主人公もいる。

#### 何らかの欠落を抱える
主人公自身または主人公の属する環境は、何らかの埋め合わせるべき欠落を抱えており、主人公はそれを回復しようとする。例えば、古今の物語の主人公やそれに準じる主要人物の多くは、両親の一方あるいは両方がいない境遇であることが多い。またアメリカ映画の主人公は、しばしば自己を確立したいという強い欲求を抱いている。他にも身分が低かったり、自分の才能に不足を感じていたり、心身の一部に傷やハンデを抱えていたりする場合がある。
これらの欠落はしばしば物語中で解決すべき最大の問題そのものであったり（「#問題を解決する者」も参照）、最大の困難に立ち向かう際に克服しなければならない臆病さや、向き合うことを避けてきた価値観などといった弱点であったりする。このような欠落が、主人公を突き動かす動機や目的となる。

#### 善人
善良な心・優しい心の持ち主や、正義の味方など。
物語の主人公はしばしば独自の道徳観や理想、正義感といった信念に基づく行動原理を持っており、物語の作者が、主人公が体現する主題を肯定的に描こうとしている場合、そのような行動原理は肯定的に描かれる（「#主題の実行者」も参照）。自己中心的であったり反社会的な人物が主人公である作品でも、作中で価値ある目標に目覚めたり、ある一面からは正しくないように見えても主人公なりの道徳観や信念を持っていたり、主人公の方が人道的見地から肯定される場合がある。例えばヤンキーや暴走族などを主人公とする作品でも、主人公にもいい面や優しい面もあることがアピールされるなど、読者に好感を持ってもらうための描写が組まれることがある。
物語の作者が主人公の行動原理に対して批判的である場合などはこの限りではない。また、作品によっては常識や法律による束縛への反感や悪への憧れが物語の主題となることもあり、ピカレスク・ロマン（悪漢小説）と呼ばれるジャンルの作品では、主人公の悪性や反社会性が魅力的に描かれる。中には物語半ばで悪人（悪役・敵役）と化する主人公も存在する。

### 特権

#### 制作者の表明
制作者が登場人物紹介やインタビューなどにおいて、特定の登場人物を主人公であると表明する場合がある。また、制作者自らが主人公は二人（もしくはそれ以上）だと表明する場合もある。
主題の捉え方によっては、制作者が表明した主人公と、受け手が主人公として捉えている人物は一致しないことがある。製作者の独断で主人公が決定された場合は、本編での活躍が薄い人物や、登場すらしていない人物が主人公になることもありうる。

#### キャストの順番
日本ではアニメやドラマなどにおいて、クレジットタイトルのキャスト表示において主役を先頭に表示する慣習があることから、キャストの先頭に表示された人物が制作者が意図した主人公である場合が多いが、演じる人物や役者の格によって主人公役以外のキャストが先頭に表示されることも稀にあり、連続放送の途中回から主人公役以外のキャストが先頭に表示される作品もある。また、洋画においては役者のキャリアや、アルファベット順に表記するのが通例であり、この限りではない。

#### 最初に登場した人物
物語の作者は、しばしば導入部で受け手を惹き付けることに最大限の注意を払う。状況説明に時間を割きすぎることは受け手にとって好ましくなく、主人公やそれに準ずる中心人物は早い段階で登場させなければならない。例えば文学作品であれば多くの場合、書き出しに続く最初の数ページで主人公が置かれている状況が説明され、また早い段階で主人公の性格づけがなされる。ただし、演出を優先させた方が効果的な場合などもあり、作者の意図次第によってはこの限りではない。

#### 描写の量と質
フィクションにおいては通常、脇役は主人公を引き立てるために配置され、主人公より目立たないよう意識して描写される。このことから受け手は、他の登場人物より明らかに多く描写されている、または優遇されている人物が主人公であると類推することができる。また、あえて影の薄い主人公を登場させ、脇役のほうが出番が多くなる場合もある。

#### 退場によって物語を終える
受け手は主人公が目的を達成せずに死亡あるいは退場してしまうと、物語に満足できない。クライマックスにおける主人公の犠牲が仲間の奮起を促すなど、目的の成就に繋がるような場合は別であるが、通常、物語の作者はクライマックス前に主人公を死なせないように物語を進める。
ただし、主人公が複数存在してそのうちの1人が死に至ると別の人物に交代して物語が進行する作品もある。このパターンとしては別の人物が次の主人公になる場合（「#主人公の交代」も参照）と、最初から主人公と呼べる登場人物が複数いる場合（「#主人公が大量に存在する、または存在しない」も参照）ような場合がある。また、死後の世界を描いている作品では、主人公が物語の最初や途中に死を迎えても、物語からの退場を意味しない。
ゲームにおいては、しばしば主人公（プレイヤーキャラクター）の敗北や死（あるいは麻痺や石化のようなゲームが進行不可能になる状態異常）が主人公の退場を意味し、その場合はゲームオーバーとなる。ただし、主人公の復活または交代がゲームシステムに組み込まれており、主人公の死が主人公の不在を意味しない場合は、その後もゲームを続行できる。

#### 最終局面
アクション系などの場合、最終局面の敵、いわゆるラスボスはほぼ主人公が倒すこととなる。（必ずしも一人とは限らず、仲間或いはライバルなどの協力を得る場合もあるがとどめの一撃は必ず主人公）いかに主人公より強い人物がストーリー上にいたとしても、敵のNO.2を倒す程度にとどまっている。

### 明確な主人公が存在しない場合

#### 主人公が大量に存在する、または存在しない
確固たる（サブカルチャー用語としての）世界観を持つシリーズ作品などでは、作品ごとに主人公が交代しても物語が継続する。また、群像劇や群集劇のように、ひとりの主人公を設けず、複数の主人公格の登場人物によって物語が展開される場合もある。
非常に多数の登場人物を用意し、受け手一人ひとりに「自分にとっての主人公」を決めさせる体裁の作品もある。また、ストーリー区切りごとに主人公が異なるという作品もある。また、一続きのストーリーの中で一つのグループ全員が主人公であると設定される例もある。

#### 物語の個性を象徴する
他の物語と差別化する、その物語の固有の個性を象徴するものを主人公とする。このような主人公は人間であるとは限らず、例えば異世界を舞台にした作品など特異な環境を描く物語では、物語の舞台そのものが主人公であると形容されることもある。あるいは物語の鍵となり行方を左右する重要な役割を人物（「キーパーソン」も参照）ではなく物品が担う物語においては、そのような物品こそが主人公であると評される場合もある。ただし、物品や場を主人公であると形容した時点で、それは人間として擬人化されていることになる。擬人化された物品は一種の登場人物であり、究極的には人間を描いているのと同じである。

## 主人公とそれに準じる登場人物

### 主人公と狂言回し
主人公と混同されがちなキャラクターに狂言回しがある。狂言回しは物語の登場人物でありながら、物語の受け手に近い立場で描かれることが多い。物語上の立場は物語によって様々で、完全な第三者の場合もあれば、主人公に近しい重要人物の場合もある（また、稀に主人公自身が担当することもある）。
推理小説など、文章による媒体では特にその役割ゆえに、読者には混同を招く場合がある（また、そのように著者が先導している）。

### 主人公と二番手
物語の一番手である主人公と対比される存在として、二番手となる格の登場人物が設定される場合がある。こうした登場人物は、しばしば主人公に対する反面的な存在として描かれ、主人公が乗り越えなければならないライバルあるいは困難を共に解決するパートナー役といった役割を担う。二番手となる登場人物は時として、作劇上の制限がつきまとう主人公に代わって作品世界そのものを体現したり、主人公からの一方的な視点になりがちな作品世界を大局から俯瞰し物語に奥行きを与える立場を与えられることもある。
物語の中に主人公と解釈できる登場人物が複数存在するような作品においては、それぞれの主人公格の登場人物に相対するような立場の二番手が配置されることもある。また、ある見地からは主人公と二番手であると見なせるような関係が三人の主要登場人物の間で循環するような、三すくみの人間関係が構築されることもある。

### 主人公とタイトル・ロール
登場人物の人名が題名になっている作品では、その人物が主人公となることもある。ことにオペラや演劇ではその題名役はタイトル・ロールと呼ばれる。一方で、登場人物の人名が題名になっている作品でも、別の人物が主人公になる場合もある。子供向けの作品などでは、子供にわかりやすくするための配慮として、青年・一般向けのものでもSF的要素をもった作品では非日常的存在を強調する目的で、「主人公の側に現れた非日常的存在」をタイトルにすることがあるため、主人公と題名が異なることがある。

### 主人公と視点人物
小説などの文学作品では、一人称における主体、つまり文章中の「私」（または「俺」「僕」など）となる語り手の視点から物語が描かれることもある。そうした一人称小説は、語り手自身が主人公を務める自伝的な体裁の作品であることが多い。なお一人称の語り手の中には、語り手自身が読者のミスリードを試みる信頼できない語り手である者もいる。一人称の語り手は、自らの体験を個人の立場から主観的に語るという体裁を取るため、多かれ少なかれ信頼できない語り手であるとも言える。
その一方、一人称の現れる小説であっても、それが傍観者や観察者であって、問題を解決する者が別個の人物に設定されているなど、語り手と主人公が別にいる場合がある。例えば推理小説においては読者の興味を結末まで持続させるため、しばしば事件を解決する探偵役と語り手を異なる登場人物に振り分け、物語の核心となるトリックを読者に対して伏せたまま、先にトリックを見破った探偵が真実に近づいていく様子を、トリックを見破れない語り手の視点から描くという手法が用いられる。また作家自身を主人公にした私小説のような作品においても、主人公とは別の語り手役を設けることで、実質的には三人称小説のような外部視点の効果をもたらすことができる。
いわゆる三人称小説と呼ばれる作品、その中でも特に、語り手が登場人物の存在する虚構の世界とは別の世界にいるような「局外の語り手」である場合、通常は主人公と語り手は切り離された存在である。しかし一人称の語り手と局外の語り手との境界は、時として曖昧なこともある。時には局外の語り手による視点が登場人物の意識の世界へと入り込んでいく場合もあるし、中には局外の語り手として状況を外から見ていた人物が物語半ばで忽然として作品世界に立ち現れ、一人称の語り手として主要登場人物の中に割り込んでくるような作品もある。
まれに、一人称小説の語り手となる主人公が、物語の途中で命を落とすこともある（「#退場によって物語を終える」も参照）。古典的な作品ではしばしば、主人公の遺した手記や手紙を読むこととなった編集者や文通者といった他の語り手が登場し、物語がどのように決着したのかを語る手法が用いられる。作家によっては、語り手が体験する死の瞬間を描くためにさまざまな手法を凝らす場合もある。

### 主人公の交代
当初のストーリー展開から大きくかけ離れた関係で、本来は主人公でない登場人物が実質的な主人公になる場合や、キャラクターの人気の変動から元々はサブキャラクターだった登場人物が、主人公に「昇格」する場合がある。また、原作とその二次作品とで主人公が変更される場合もある。物語の展開上、主人公としての地位が他のキャラクターに継承される作品も少なくない。
その他にも、1部が終われば主人公が変わってくるという物語も存在する。

## 主役との比較
たとえば視点中心人物と事件やトラブルを解決するために主だった活躍をする人物が違う作品があった場合、主人公は視点の位置によって決められ主人公と言えば視点中心人物を指すことが多い。

### 例示
1. ↑  例えば藤子不二雄（藤子・F・不二雄）の漫画『ドラえもん』の野比のび太は、彼を主人公としてみた場合[35]、他のキャラクターに比べて能力的に見劣りしたりする落ちこぼれの主人公に設定されている[35]。
2. ↑  映画『スター・ウォーズ』シリーズの登場人物アナキン・スカイウォーカー（後のダース・ベイダー）など[45]。
3. ↑  例えば藤子不二雄（藤子・F・不二雄）の漫画『ドラえもん』の場合、著者自身は「主人公はドラえもん[46]であり、のび太は副主人公として描いている」としており[47]、実際にそのように受け止める読者も多い一方で[48]、物語の構造としては騒動の発端となる野比のび太こそが実質的な主人公であり感情移入の対称で、彼を手助けしようと奮闘するドラえもんは主人公を補佐する導き手とする見方もある[48]。
4. ↑  漫画『幕張』など。
5. ↑  『ウルトラマン』、『ウルトラセブン』、アニメ『Ζガンダム』、『涼風』、『涼宮ハルヒの憂鬱一期以降』、『XXXHOLiC』、『夢喰いメリー』、『風夏』、『トニカクカワイイ』、アニメ映画『打ち上げ花火、下から見るか?横から見るか?』、『空の青さを知る人よ』など。
6. ↑  『ガンダムSEED DESTINY』。
7. ↑  例えば戯曲『ゴドーを待ちながら』では、登場人物らに待ち望まれている中心人物が最後まで登場せず、不在のまま幕を下ろす[53][54]。
8. ↑  『炎立つ』など。
9. ↑  『蜘蛛の糸』『ドラゴンボール』『幽☆遊☆白書』『ドリーム☆アゲイン』など。
10. ↑  後者の例としては『俺の屍を越えてゆけ』[56]や『ロマンシング サ・ガ2』などがある。
11. ↑  『トランスフォーマー』シリーズでは、「君が選ぶ君のヒーロー」というキャッチフレーズが掲げられている[60]。同作では善と悪は明確にされており[61]、『DEATH NOTE』の例とは異なる。
12. ↑  『魔法の国ザンス』シリーズでは、各巻ごとに主人公が異なる[62]。
13. ↑  『ぼくらの』[63]など。
14. ↑  例えば、1966年から放送されたアメリカ合衆国のテレビドラマ『スタートレック』シリーズの第1作、『宇宙大作戦』における3人の主要登場人物、ジェームズ・T・カーク、スポック、レナード・マッコイの関係は、そのような三すくみの関係であるとされる[70]。
15. ↑  『ゲゲゲの鬼太郎』の鬼太郎など。日本の平安時代の王朝物語は、源氏物語（光源氏）、狭衣物語（狭衣）、落窪物語（落窪姫君）、平中物語（平中）、夜半の寝覚（寝覚の上）のように基本的に主人公の名前が物語の題名になっている。
16. ↑  漫画『Dr.スランプ』は、タイトルの「Dr.スランプ」が則巻千兵衛のニックネームであるが、主人公は則巻アラレに設定されている[71]。
17. ↑  藤子不二雄（藤子・F・不二雄）作品などが挙げられ、Fの作品以外にもそれらが主人公の家に居候する「ドラえもん型」というジャンルが確立している[要出典]。
18. ↑  アーサー・コナン・ドイルの小説『シャーロック・ホームズ』シリーズなど[74]。推理小説のジャンルでは、このような探偵の相棒役として語り手を務める登場人物を、『シャーロック・ホームズ』シリーズの登場人物ジョン・H・ワトスンにちなんで「ワトスン役」と呼ぶ[74]。
19. ↑  サッカレーによる1847年の小説『虚栄の市』の終盤では、それまで局外の語り手のように振る舞っていた人物が、主人公の友人として物語の中に現れる[79]。また07th Expansionによる2006年のサウンドノベルゲーム『ひぐらしのなく頃に解 祭囃し編』では、前作までの物語をモニター越しに見ていたプレイヤーの化身とも言える人物が物語の中に出現し、物語を決着へと導く役割を担う[80]。
20. ↑  「フクちゃん」、「ののちゃん」など。
21. ↑  『三国志演義』においては、明確ではないが劉備の亡き後は諸葛亮が主人公のようになっている。
22. ↑  『ジョジョの奇妙な冒険』など。また、特殊な一例として、『キャプテン』においてはタイトル通り、野球部の歴代キャプテンに就任したキャラクターが順次、主人公となる。『プロレススーパースター列伝』はその名のとおり、著名プロレスラーを主人公とした列伝形式をとっているため、馬場・猪木編→フレアー編→タイガーマスク編などといったかたちで主人公が次々と交代する。『機動戦士ガンダムSEED DESTINY』では、オープニングのタイトルバックが第1･2クールでは、インパルスガンダム（シン・アスカの機体）であったのに、第3･4クールではストライクフリーダムガンダム（キラ・ヤマトの機体）であった（ただし、PHASE-48まではキャストの順番がシン・アスカが1番上だった）。